# Egervári Ferenc
Egervári Ferenc (Budapest, 1930 – Budapest, 2015. június 4.) magyar nemzeti labdarúgó-játékvezető. Polgári foglalkozása sportvezető.

## Pályafutása

### Nemzeti játékvezetés
A játékvezetői vizsgát 1948. június 18-án a Budapesti Labdarúgó Alszövetség (BLASZ) keretében tette le. Sportszakmai tevékenységét a BLASZ által üzemeltetett bajnokságokban végezte. A Magyar Labdarúgó-szövetség (MLSZ) Játékvezető Bizottságának minősítése alapján 1961-ben NB III-as (országos működés) bírói keretbe került. A Győr–Szeged NB I-es tartalék bajnokin mérkőzésvezetőként debütált. 1964-ben NB II-es, majd 1969-ben az NB I/B keret játékvezetője. Küldési gyakorlat szerint rendszeres partbírói szolgálatot végzett. Az aktív nemzeti játékvezetéstől 1978-ban vonult vissza. Játékvezetőként több mint 1000 mérkőzésen (játékvezető, partbíró) közreműködhetett.

### Nemzetközi játékvezetés
Több nemzetek közötti válogatott, valamint Bajnokcsapatok Európa-kupája, UEFA-kupa klubmérkőzésen működő játékvezető partbírója volt. Ebben a korban a meghívott (nemzeti JB által küldött) partbírók még nem tartoztak a FIFA JB keretébe. Az első nemzetközi (BEK) találkozóján Palotai Károly partjelzője volt. Összesen 17 nemzetközi mérkőzés résztvevője lehetett.
| Időpont | Helyszín                       | Mérkőzés típusa | Mérkőzés                            | Eredmény |
| ------- | ------------------------------ | --------------- | ----------------------------------- | -------- |
| 1974    | Karaiszkákisz Stadion, Pireusz | nyolcaddöntő    | PAE Olimbiakósz SZFP–RSC Anderlecht | 3 – 0    |

1989–1997 között az MLSZ Játékvezető Testület (JT) irodavezetőjeként tevékenykedett, a küldő bizottságot 6 éven át vezette, emellett országos ellenőrként is tevékenykedett.
2013-ban Berzi Sándor, az MLSZ alelnöke, egyben az MLSZ JB elnöke 65 éves vizsgája alkalmából emléktárgyat adott részére.

## Külső hivatkozások
- Egervári Ferenc. szabolcsjb.hu. [2015. december 8-i dátummal az eredetiből archiválva]. (Hozzáférés: 2015. október 7.)
- Egervári Ferenc. mlsz.hu. (Hozzáférés: 2015. október 7.)
- Egervári Ferenc. focibiro.hu. [2015. szeptember 26-i dátummal az eredetiből archiválva]. (Hozzáférés: 2015. október 7.)

| Elődje: Sós József | JT irodavezető 1989–1997 | Utódja: Drigán György |